# 狄奧多圖斯·厄彌歐利俄斯
狄奧多圖斯·厄彌歐利俄斯 （希臘語: Θεoδoτoς Hμιoλιoς ; 前三世紀人物），是塞琉古帝國安條克三世的將軍。
前222年，他與塞諾恩被派往帝國東部對付反亂的米底亞總督莫倫，但他們無力擊敗叛軍，只能退入城中堅守，並使叛軍可以長驅直路帝國境內。在安條克三世親征並於阿波羅尼亞戰役擊敗莫倫後，國王率軍圍攻塞琉西亞，而狄奧多圖斯·厄彌歐利俄斯被派往柯里敘利亞負責防務，然而這段期間不清楚他做了什麼。
前219年，當安條克三世率軍對付托勒密埃及時，狄奧多圖斯·厄彌歐利俄斯在國王帳下，並與尼卡爾科斯共事下，在對抗托勒密四世的將領尼古拉斯，以及拉巴特安蒙（Rabbatamana）圍城戰皆有良好表現。最後在前217年，決定性的拉菲亞戰役中，他再度與尼卡爾科斯共同率領步兵方陣。在慘遭大敗後，他是負責前去求和的使者之一。

## 腳註
1. ↑   波利比烏斯, v. 42, 43
2. ↑   波利比烏斯., v. 59, 68, 69, 71, 83, 87

## 來源
- 波利比烏斯; Histories （页面存档备份，存于）, Evelyn S. Shuckburgh (譯者); 倫敦 - 紐約, (1889)
- 威廉·史密斯，《希腊羅馬的神話和傳記辭典》, "Theodotus (4)" （页面存档备份，存于）, 波士頓, (1867)